# Waldemar Hopfenbeck
Waldemar Hopfenbeck (* 31. Mai 1944 in Gumbinnen) war Professor für Allgemeine Betriebswirtschaftslehre an der Fachhochschule München.

## Leben
Hopfenbeck schloss 1971 ein Studium der Betriebswirtschaftslehre an der Ludwig-Maximilians-Universität München ab. Danach promovierte er dort 1977 zum Dr. rer. pol. Anschließend absolvierte er eine Zusatzausbildung zum Handelslehrer.
Von 1976 bis 1983 war er Lehrbeauftragter am Berufsbildungszentrum München. 1979 nahm er für vier Jahre einen Lehrauftrag an der Fachhochschule München an. Seit 1992 hatte er dort eine C3-Professur für Allgemeine Betriebswirtschaftslehre inne.